# Вікландт Ольга Артурівна
Ольга Артурівна Вікландт (7 грудня 1911 — 5 червня 1995) — радянська акторка театру і кіно. Народна артистка РРФСР (1949). Лауреатка Сталінської премії другого ступеня (1949).

## Біографія
Ольга Вікландт в 1932-1935 роках навчалася в театральному технікумі при Театрі імені МОСПС (учениця В. В. Ваніна), брала участь в спектаклях цього театру.
Після закінчення технікуму була прийнята в трупу театру, де служила до 1949 року. 
З 1950 року - акторка Московського театру ім. А. С. Пушкіна. Разом зі своїм учителем В. В. Ваніна закладала творчий фундамент цього театру, грала в ньому з уславленими артистами російської сцени.
Померла 5 червня 1995 року.
Похована в Москві на Новодівичому кладовищі (ділянка № 2) поряд з першим чоловіком.

### Особисте життя
- Перший чоловік - В. В. Ванін
- Другий чоловік - М. М. Названов

## Визнання і нагороди
- заслужена артистка РРФСР (5 листопада 1947)
- народна артистка РРФСР (19 квітня 1949)
- Сталінська премія другого ступеня (1949) - за виконання ролі Степаниди Левашової в спектаклі «Образа» Е. Ю. Мальцева і Н. А. Венкстерн
- Два ордена Трудового Червоного Прапора (19.04.1949, 27.10.1967)
- Медаль За доблесну працю у Великій Вітчизняній війні 1941-1945 рр. (11.01.1946)
- Медаль В пам'ять 800-річчя Москви (1948)
- Медаль Ветеран праці (20.11.1986)

## Творчість

### Ролі в театрі
- Остання жертва А. Н. Островського -  Ірина
- Одруження Бальзамінова А. Н. Островського -  сваха
- Брехун  До. Гольдоні -  Коломбіна
- Украдене щастя  І. Я. Франко -  Анна
- 1936 - Васса Желєзнова  М. Горького -  Людмила
- 1940 - Трактирщица  До. Гольдоні -  Мірандоліна
- 1944 - Отелло  Шекспіра -  Емілія
- 1945 - Кумедний випадок К. Гольдоні - Жаннін
- 1948 - Образа  Е. Ю. Мальцева і  Н. А. Венкстерн -  Степанида Левашова
- 1948 - Московський характер  А. В. Софронова -  Ірина Федорівна Гриньова
- 1949 - Весілля Кречинського  А. В. Сухово-Кобиліна -  Ганна Антонівна Атуева
- 1954 - На велелюдному місці  А. М. Островського -  Євгенія
- 1960 -  мракобісся  А. Н. Толстого -  ...
- 1961 -  День народження Терези  Г. Д. Мдивани -  Ельвіра
- 1966 - Дні нашого життя  Л. Н. Андрєєва -  Євдокія Антонівна
- 1971 - Велика мама  Г. Д. Мдивани -  Євгенія Дмитрівна Сурогіна
- 1972 - Невільниці  А. М. Островського -  Марфа
- 1973 - За що побили кореспондента  Г. Д. Мдивани -  Маріам
- 1974 - Останні дні  М. А. Булгакова -  Салтикова
- 1976 - Кам'яне гніздо Х. Вуолійокі -  стара господиня Ніскавуорі
- 1982 - Соковита вирізка для фрекен Авсеніус С. Огорда -  фрекен Олівія
- 1982 - Месьє Амількар платить І. Жаміака -  ...

### Фільмографія
- 1944 —  Рідні поля -  Дуня
- 1945 —  Без вини винуваті -  Ніна Павлівна Коринкина
- 1949 — Щасливий рейс - диспетчерка Телегіна
- 1952 —  Садко -  Цариця-водяниця
- 1956 —  Господиня готелю -  Мірандоліна
- 1956 —  Поет -  дружина аптекаря, мадам Соня Гуральник
- 1957 —  Наші сусіди -  Людмила Павлівна Шпаковська, дружина Івана Кіндратовича Шпаковського
- 1957 —  Гутаперчевий хлопчик -  Марія Павлівна
- 1957 —  Дон Кіхот -  селянка на суді Санчо Панси
- 1958 — Ваня (фільм, 1958) -  Анна Василівна Медведкова (тітка Івана)
- 1958 —  Чудотворець з Бірюльово (короткометражний) -  Зоя Федорівна
- 1960 — Цілком серйозно -  буфетниця (Приємного апетиту, фільм №4)
- 1960 — Далеко від Батьківщини -  Тарваль, господиня готелю
- 1961 —  За двома зайцями -  мадам Нінон з Бордо, власниця пансіону шляхетних дівчат
- 1961 — Артист з Коханівки -  продавчиня пиріжків
- 1963 —  Гніт -  Людина людині, серія №10
- 1962 —  Гніт -  В одному чоботі, серія №1
- 1964 — Світло далекої зірки -  Ніна Павлівна Коломійцева, вдова, мама Валі, домогосподарка
- 1966 —  Казка про царя Салтана -  Баба Бабариха
- 1966 —  Снігова королева -  Отаманша
- 1967 —  Короткі зустрічі -  перукарка Лідія Сергіївна
- 1972 —  Дванадцять місяців -  мачуха
- 1973 — Останній подвиг Камо -  епізод (немає в титрах)
- 1973 —  Тихоня -  Раїса Петрівна Чебан, мати Василя Васильовича
- 1977 — Особисте щастя -  дама (в титрах О. Вікланд)
- 1983 —  Швидкість -  тітка Аня

### Телеспектакль
- 1953 - Весілля Кречинського, фільм-спектакль театру ім. Пушкіна - Ганна Антонівна Атуева
- 1955 - На велелюдному місці - Євгенія Миронівна Бессудная
- 1956 - Господиня готелю - Мірандоліна
- 1960 - Мертві душі - Анна Григорівна
- 1962 - Хто винен? - Глафіра Львівна Негрова
- 1967 - Так тримати, мама! - місіс Пірсон
- 1970 - Парусиновий портфель - Бабуся
- 1971 - Дні нашого життя - Євдокія Антонівна
- 1974 - Невільниці - економка Марфа Севастьяновна
- 1974 - Давайте обговоримо! 1983 - Чи не заплачу - тітка дона Прокопіо
- 1986 - Дощ буде - бабка Віра